# Vårdö
För andra betydelser, se Vårdö (olika betydelser).
Vårdö är en kommun i landskapet Åland i Finland. Vårdö har runt 460 invånare och har en landyta på 573 km².

Ålands kommuner.

## Geografi
I kommunen finns följande byar och enstaka hemman; Bergö, Bussö, Grundsunda, Ledsöra, Listersby, Lövö, Mickelsö, Sandö, Simskäla, Töftö, Vargata (uttalas varr-, namnet härleds från Vårdö gatt), Vårdö by och Ängö (färjeförbindelse från Lumparsund i Lumparland). 
Några större öar utanför vägnätet I Vårdö är; Balderön, Bergö, Hamnö, Harskär, Ledsöra, Långersö, Trätö, Vikarskär, Väderskär, Ådö och Östra skäret. På Mellanklobb invid fardleden mellan Kumlinge och Hummelvik finns en ledfyr.
Naturskyddsområden finns på Simskäla; Gloet och Hemdal, Skålklobbarna samt på en del av östra Vårdöby invid Delet. Mellan Simskäla i Vårdö kommun och Sunds kommun samt Saltviks kommun ligger Simskälafjärden. Mellan Vårdö och Sund ligger Vargatafjärden. Ängösund skiljer byn Ängö i Vårdö från Lumparland.

## Historia
Reguljär postförsel infördes under drottning Kristinas tid. Postroteväsendet upprätthölls 1638-1910. På Vårdö gick postvägen från Vargata brygga (Båthusviken), genom Vargata och vidare till Hullvik i Vårdö by. Den sista ursprungliga biten av postvägen löper från Holmsklint i Vårdö by till Hullvik, där en minnessten över förolyckade postförare restes 1983.

## Sevärdheter
- Vårdö kyrka från slutet av 1400-talet tillägnad aposteln Mattias.[5]
- Ålands skolmuseum i Strömsby.[6]
- Seffers hembygdsgård i Lovö.[4]
- Erkas hembygdsgård i Vårdö by.[4]
- Lasse Erikssons sjöfartsmuseum i Grundsunda.[4]
- Wennströms lanthandel i Grundsunda.[4]
- Ole Grunérs motorcykelsamling och flyghistoria i Grundsunda.[4]
- Vårdö bönehus från år 1915.[4]
- Höghöjdsbanan på Sandösund i sandösund camping.

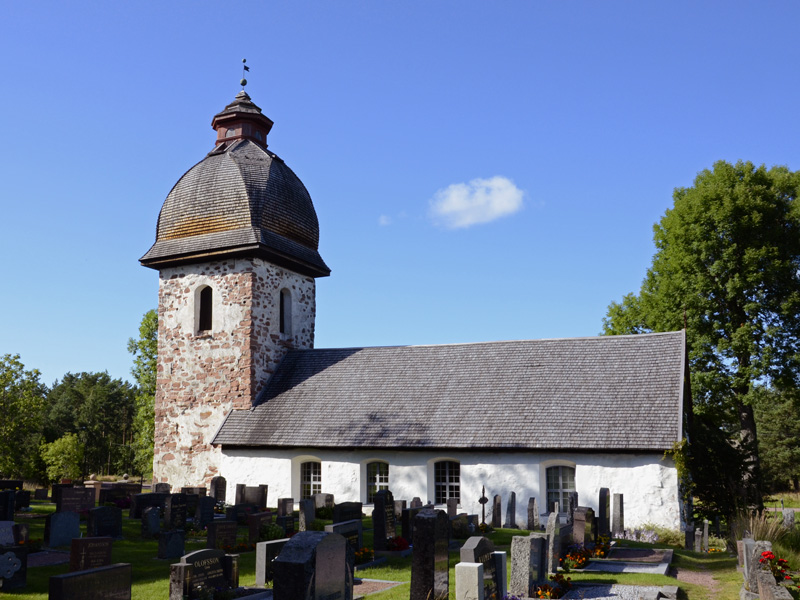
Vårdö kyrka
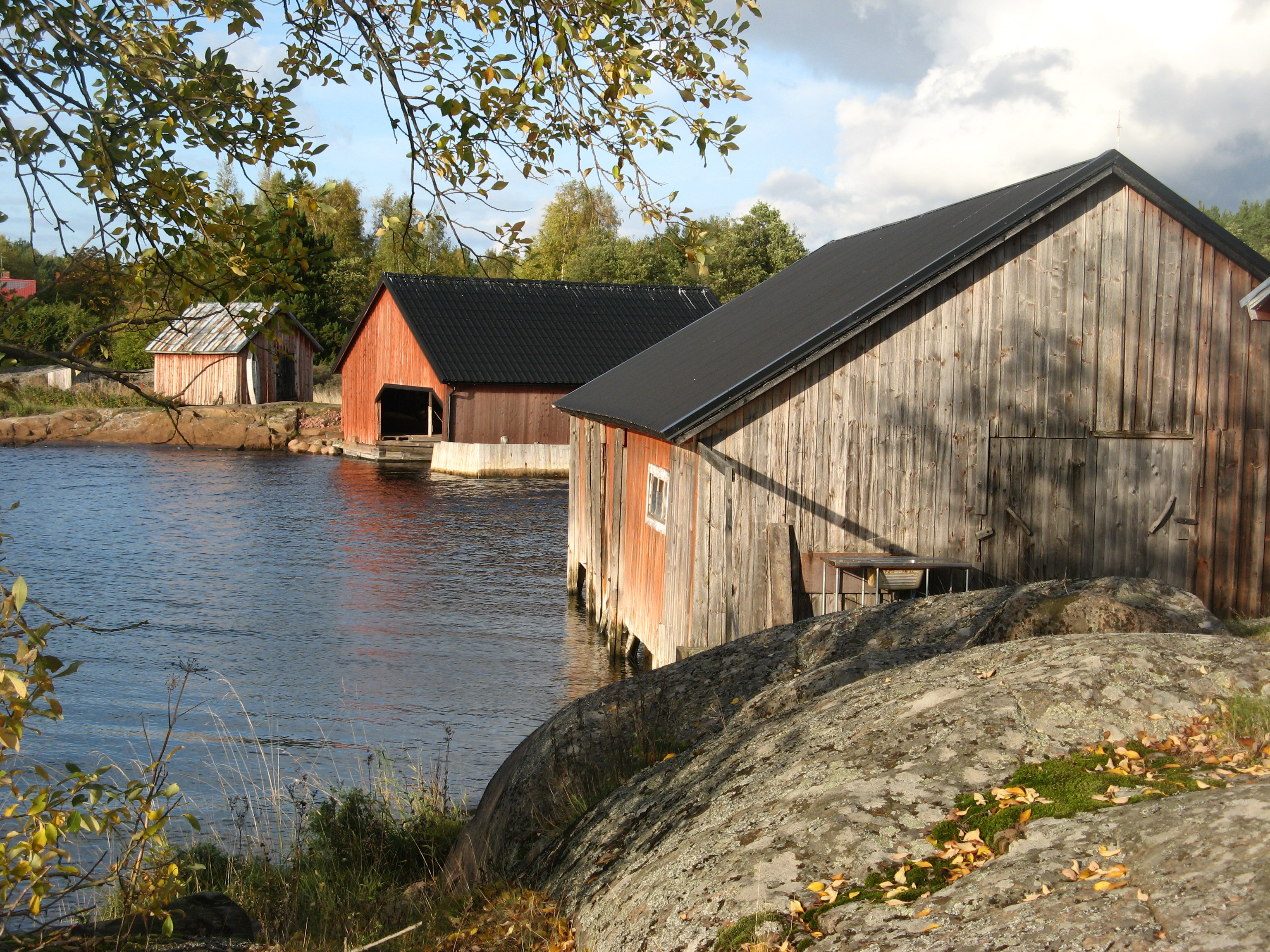
Båthus Västra Simskäla
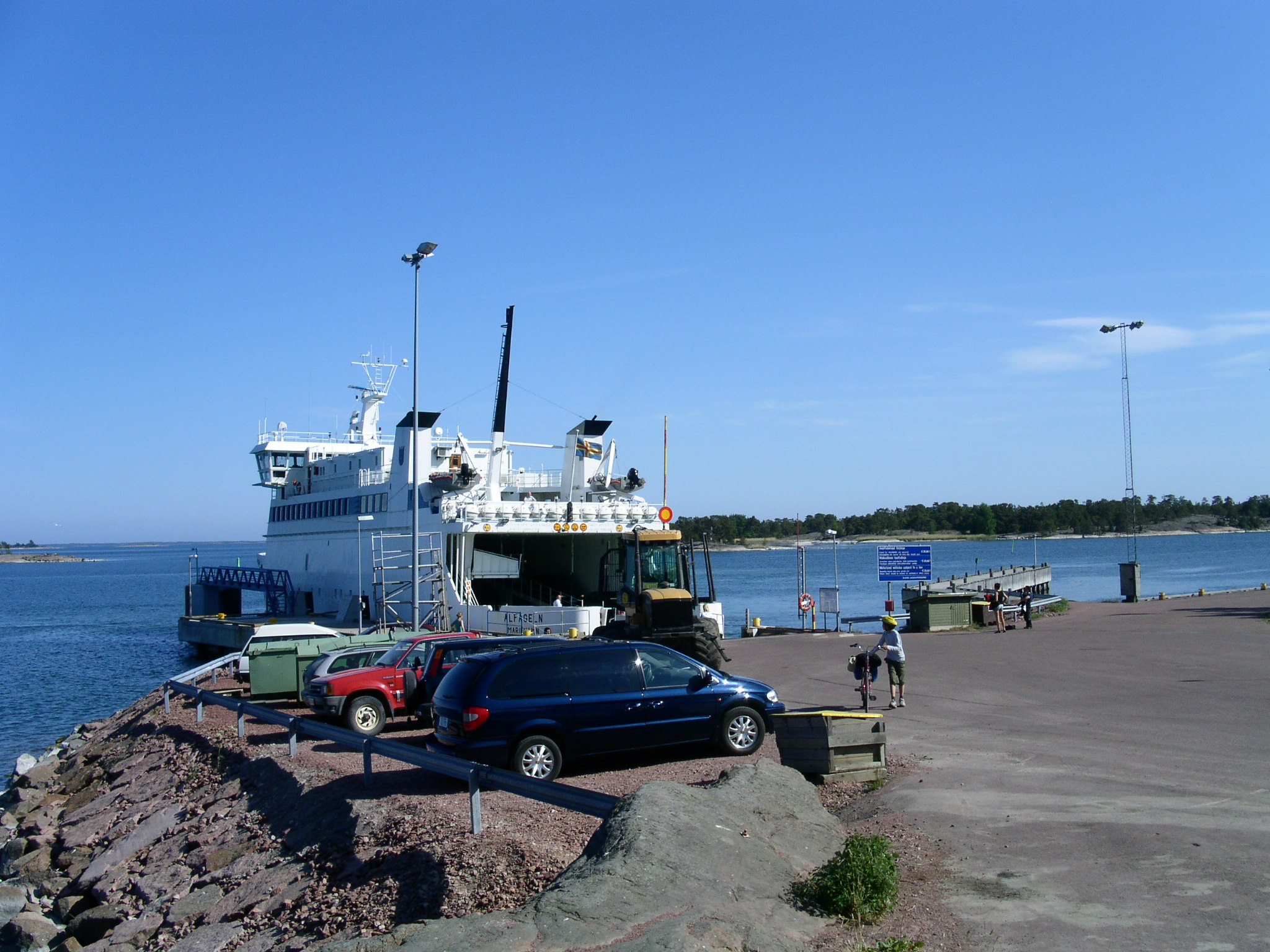
Färjfästet i Hummelvik

## Service
Centrum på Vårdö är Vargata by, där butik, post och bank finns. Skolan ligger i grannbyn Strömsby där också kommunkansli, daghem, servicehus för åldringar, prästgården och en tennisbana finns. I Grundsunda finns Annas Shop med utställning och försäljning av hantverk av trä samt konst.

## Kommunikationer
Mellan Prästö i Sunds kommun på fasta Åland och Töftö i Vårdö kommun trafikerar en vajerfärja dygnet runt. Vidare går det att ta sig österut från Hummelvik i Vårdö med skärgårdsfärjor via Kumlinge och Brändö till Osnäs i Gustavs på fastlandssidan.

## Vårdöprofiler
- Sally Salminen, författare
- Anni Blomqvist, författare
- Otto Andersson, musikprofessor
- Paul Olofsson, botaniker[7]
- Runar Salminen, träsnidare, småbrukare, diktare[8]

## Demografi

### Befolkningsutveckling
| Befolkningsutvecklingen i Vårdö kommun 1910–2020               | Befolkningsutvecklingen i Vårdö kommun 1910–2020 | Befolkningsutvecklingen i Vårdö kommun 1910–2020 | Befolkningsutvecklingen i Vårdö kommun 1910–2020 | Befolkningsutvecklingen i Vårdö kommun 1910–2020 |
| -------------------------------------------------------------- | ------------------------------------------------ | ------------------------------------------------ | ------------------------------------------------ | ------------------------------------------------ |
|                                                                |                                                  |                                                  |                                                  |                                                  |
| År                                                             |                                                  |                                                  | Folkmängd                                        |                                                  |
| 1910                                                           | 1910                                             |                                                  | 1 037                                            |                                                  |
| 1920                                                           | 1920                                             |                                                  | 965                                              |                                                  |
| 1930                                                           | 1930                                             |                                                  | 777                                              |                                                  |
| 1940                                                           | 1940                                             |                                                  | 698                                              |                                                  |
| 1950                                                           | 1950                                             |                                                  | 646                                              |                                                  |
| 1960                                                           | 1960                                             |                                                  | 550                                              |                                                  |
| 1970                                                           | 1970                                             |                                                  | 422                                              |                                                  |
| 1980                                                           | 1980                                             |                                                  | 387                                              |                                                  |
| 1990                                                           | 1990                                             |                                                  | 386                                              |                                                  |
| 2000                                                           | 2000                                             |                                                  | 409                                              |                                                  |
| 2010                                                           | 2010                                             |                                                  | 452                                              |                                                  |
| 2020                                                           | 2020                                             |                                                  | 460                                              |                                                  |
| Anm: Uppgifterna avser förhållandena den 31 december varje år. |                                                  |                                                  |                                                  |                                                  |